# Harpyia
Harpyia é um gênero de traça pertencente à família Arctiidae.